# Anakreón
Anakreón (ógörög: Ἀνακρέων) (i. e. 582 , Theósz – i. e. 485) ókori görög költő, aki a bordalairól és himnuszairól híres. A későbbi görögök a Kilenc Lírai Költő közé sorolták.

## Élete
A perzsa hódítás elől vándorolt ki Abdérába i. e. 545 k. Élete felét Szamoszon töltötte, Polükratész türannosz udvari költőjeként. Annak halála után Athénban Hipparkhosz udvarába került, majd annak 514-es megölése után talán Larisszába ment. Teószban vagy Abdérában halt meg.

## Munkássága
Költészetéből néhány epigrammán és dalon kívül csak töredékek maradtak fenn, pedig költeményei öt könyvet tehettek ki. A iambosz és elégia mellett elsősorban monódikus dalokat írt. Témái közül a magánélet szférái, a szerelem és a bor a legfontosabb, érzékletes szimbólumokkal, természeti képekkel írva le azokat.
Magyar nyelven talán legismertebb költeménye a Gyűlölöm című epigrammája, Radnóti Miklós fordításában:

## Utóélete
A római császárkor elejéig közvetlen, élénk a hatása, mely Catullus és Horatius költészetében is kimutatható, később azonban az utánzók háttérbe szorították magát Anakreónt.

## Magyarul
- A magyar Anakreon...; ford. Zechenter Antal; Rosenmüller, Prága, 1785
- A teosi Anakreon versei kétféle fordításban. Egyenesen görögből Édes Gergely által; Máramarosi Gottlieb Antal, Vác, 1803
- Anakreon dalai; ford. Taubner Károly, kiad. Vajda Péter; Gyurián-Bagó Ny., Pest, 1838
- Anakreon dalai; ford., bev. Péchy István; Lauffer, Bp., 1874
- Anakreon; ford., bev., jegyz. Ponori Thewrewk Emil; Akadémia, Bp., 1885 (Görög és latin remekírók)
- Anakreoni dalok; ford. Bedőházi János; Csiki biz., Marosvásárhely, 1886
- Anakreón versei / Anakreóni dalok / Töredékek; ford. Devecseri Gábor, jegyz. Szepessy Tibor, ill. Szász Endre; Magyar Helikon, Bp., 1962
- A magyar Anakreon nellyet egyenesen görög nyelvbül forditott de Zechenter Antal; Anakreón, Bp., 1995 (Anakreon könyvek)
- Bor és szerelem Anakreon bordalok. Válogatás. A bor szerelmeseinek, szerelmes borozóknak; ford. Bedőházi János, Ponori Thewrewk Emil, szerk., vál. Paizs János; magánkiadás, Bp., 2007

## Művei online
- Anakreon görögül és magyarul. Görög és latin remekírók. Magyar Tudományos Akadémia, Budapest, 1885

## További irodalom
- Falus Róbert: Apollón lantja. A görög-római irodalom kistükre. Móra Ferenc Könyvkiadó, Bp. 1982
- Falus Róbert: Az ókori görög irodalom története, Gondolat, Bp. 1964
- Ritoók-Sarkady-Szilágyi: A görög kultúra aranykora. Gondolat, Bp. 1984
- Szepes Erika (főszerk.): Antik lexikon. Corvina, 1993